# Ваппо

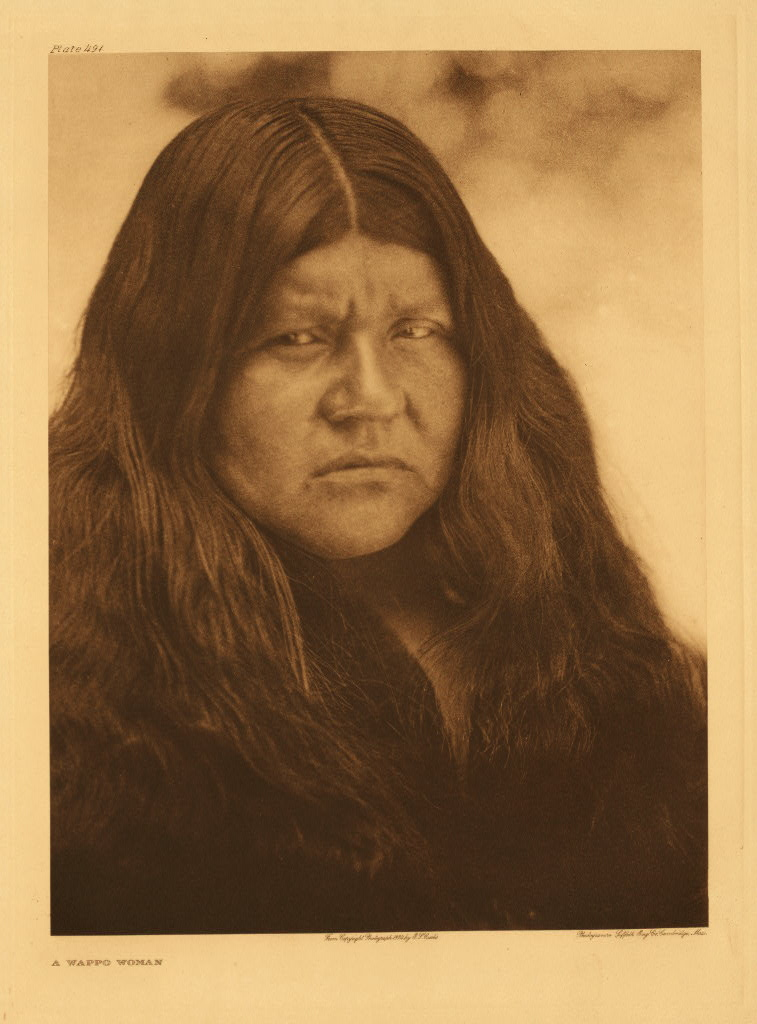
Женщина из племени ваппо. Фотограф Эдвард Кёртис

Ваппо, Wappo — индейское племя, традиционно обитающее на севере штата Калифорния в области долины Напа, на южном побережье озера Клир-Лейк, в долине Александер и на Русской реке.

## История
К моменту прибытия испанских колонизаторов ваппо занимались охотой и собирательством, жили небольшими группами без централизованного руководства, в хижинах из веток и листьев, обмазанных глиной. С другой стороны, их корзины были настолько искусно сработанными, что в них можно было носить воду.
Название «ваппо» — американизированный вариант испанского сленгового слова guapo, означающего, в частности, «смелый» — такое прозвище испанцы дали этому племени за отчаянное сопротивление походам генерала Мариано Вальехо. В 1836 Вальехо подписал мирный договор с племенем ваппо.
По данным на середину 1970-х годов, численность племени составляла около 250 человек. Минимальная численность, около 50 человек, была зафиксирована около 1880 года.